# Tifton
El Tifton es una variedad de césped. Esta variedad de bermuda fue obtenida en la estación experimental de Tifton en Georgia, en los Estados Unidos y une en un mismo césped las virtudes del Tifway-419 y la Bermuda común.

## Características generales
- Rápido crecimiento.
- Ancho de hoja mediano y color verde intenso.
- Permite una rápida recuperación luego de una copiosa lluvia.
- Tiene un período de reposo durante el invierno relativamente corto.
- Rápida recuperación en caso de deterioro por exceso de tránsito o pisoteo.

## Comparaciones
- Verdea unos días antes que otras variedades de bermuda en primavera.
- Es más denso que la bermuda común.
- No forma tanto thatch como el Tifway y otras bermudas híbridas.
- Tiene un menor crecimiento vertical que otras especies y velocidad de crecimiento lateral.

## Reproducción
No produce semillas, su reproducción es asexual siendo comercializada por lo tanto en tepes o a través de su plantación, para grandes superficies, a través del sistema de rowplanting.

## Usos
- Deportes: para tee y rough en canchas de golf, canchas de polo, hockey, rugby y fútbol.
- Parques y jardines.

- Datos: Q7801302